# Cezaria Jędrzejewiczowa
Cezaria Jędrzejewiczowa sau Cezaria Anna Baudouin de Courtenay Ehrenkreutz-Jędrzejewiczowa (n. 2 august 1885, Derpt, Gubernia Livonia, Imperiul Rus – d. 28 februarie 1967, Londra, Anglia, Regatul Unit) a fost un om de știință, istoric de artă și antropolog polonez. Ea a fost unul dintre pionierii etnologiei în Polonia și unul dintre primii oameni de știință care a adoptat fenomenologia în studiile culturii populare.

## Biografie
S-a născut la 2 august 1885 la Dorpat (modernul Tartu, Estonia), fiica lui Jan Niecisław Baudouin de Courtenay, un lingvist renumit, și a celei de-a doua soții a acestuia, Romualda, născută Bagnicka.
În 1911, a fost una dintre primele femei care a obținut o diplomă de gradul I de la Universitatea Imperială din Sankt Petersburg, pe baza tezei sale Język modlitewnika maryjnego, wieku XVI wydanego przez prof. Ptaszyckiego („Limba cărții de rugăciune a Sfintei Maria, din secolul al XVI-lea, publicată de prof. Ptaszycki”) scrisă sub supravegherea prof. Tadeusz Zieliński. În timpul studiilor, a înființat (împreună cu Zofia Sadowska, Stanisława Adamowiczowa și Kazimiera Iłłakowiczówna) Asociația Femeilor Poloneze „Spójnia”, asociind femeile care studiază la universitățile din Sankt Petersburg. În acest timp, a publicat două lucrări lingvistice: Ałbanja i Ałbańcy și Kamień Latyr i Gorod Ałtyr.
În anii următori s-a întors în Regatul Poloniei, unde a lucrat în gimnaziile private feminine din Varșovia. În 1922 ea a obținut atestatul de abilitare la Universitatea din Varșovia pe baza tezei Św. Cecylia – przyczynek do genezy apokryfów („Sf. Cecylia - o contribuție la geneza apocrifelor”), publicată în 1922 în revista Lud (Folk).
Între 1927 și 1935 a fost profesor și fondator al catedrelor de etnografie și etnologie la Universitatea Stefan Batory din Wilno (în prezent Vilnius, Lituania). Ea a efectuat și cercetări de teren care au implicat studenți, ceea ce a fost de mare importanță pentru ea. Totodată, a predat și la Gimnaziul de Stat pentru Fete ca profesoară cu normă întreagă. În 1935 s-a mutat la același post la Universitatea din Varșovia pe care l-a ocupat până la invazia nazist-sovietică a Poloniei.
Inițial căsătorită cu elevul tatălui ei, Max Vasmer, a divorțat de el și s-a recăsătorit cu Stefan Ehrenkreutz, profesor de drept și senator al Poloniei. Ea a divorțat și de el și s-a căsătorit pentru a treia oară. Soțul ei, Janusz Jędrzejewicz, a fost prim-ministru al Poloniei. În timpul celui de-al Doilea Război Mondial a fugit din Polonia și s-a stabilit în Palestina stăpânită de britanici, unde a co-fondat Institutul Științific Polonez din Ierusalim, un fel de universitate exilată pentru soldații Corpului II polonez. În 1947 s-a mutat în Marea Britanie, unde a devenit unul dintre membrii fondatori ai Societății științifice poloneze în exil. În 1951 a devenit profesor de etnografie la Universitatea Poloneză din Străinătate și la scurt timp după aceea a fost aleasă rector al acesteia.